# Aphonopelma brunnius
Aphonopelma brunnius é uma espécie de aranha pertencente à família Theraphosidae (tarântulas).